# História de Samoa
No ano de 1962, Samoa Ocidental torna-se a primeira nação polinésia independente e passa a ter dois reis por um breve período. No entanto, no ano seguinte, com a morte de Tapua Tamasese Meaole, Malietoa Tanumafili II vira chefe de Estado vitalício.
Em 1997 é aprovada a mudança de nome para Samoa. A decisão desagrada a Samoa Americana, território dos Estados Unidos, cujo parlamento decide seguir chamando o vizinho de Samoa Ocidental.
Em 2011 pulou o dia 30 de dezembro e passou para o lado ocidental da Linha Internacional de Mudança de Data.